# Preben Van Hecke
Preben Van Hecke (Dendermonde, Bélgica, 9 de julio de 1982) es un ciclista belga que fue profesional entre 2003 y 2019.
Preben Van Hecke debutó como profesional en 2003 con el Quick Step-Davitamon-Latexco y en 2004, junto con varios compatriotas, pasó al equipo español Relax-Bodysol. En 2005 fichó por el equipo ProTour Davitamon-Lotto. Después de tres temporadas se unió al equipo Topsport Vlaanderen en 2008 donde permaneció hasta su retirada en 2019.

## Palmarés
2003
- 1 etapa del Tour de Normandía
- Circuito de Hainaut

2004
- 1 etapa de la Ster Elektrotoer
- Noord Nederland Tour (ex-aequo junto con 21 ciclistas)

2006
- Schaal Sels

2012
- Omloop van het Waasland

2013
- Antwerpse Havenpijl
- Gran Premio del Somme

2015
- Campeonato de Bélgica en Ruta

## Resultados en Grandes Vueltas
| Carrera | Carrera         | 2003 | 2004 | 2005 | 2006  | 2007 | 2008 | 2009 | 2010 | 2011 | 2012 | 2013 | 2014 | 2015 | 2016 | 2017 | 2018 | 2019 |
| ------- | --------------- | ---- | ---- | ---- | ----- | ---- | ---- | ---- | ---- | ---- | ---- | ---- | ---- | ---- | ---- | ---- | ---- | ---- |
|         | Giro de Italia  | —    | —    | —    | 140.º | —    | —    | —    | —    | —    | —    | —    | —    | —    | —    | —    | —    | —    |
|         | Tour de Francia | —    | —    | —    | —     | —    | —    | —    | —    | —    | —    | —    | —    | —    | —    | —    | —    | —    |
|         | Vuelta a España | —    | —    | 84.º | —     | —    | —    | —    | —    | —    | —    | —    | —    | —    | —    | —    | —    | —    |

—: no participa

Ab.: abandono

## Equipos
- Quick Step-Davitamon-Latexco (2003)
- Relax-Bodysol (2004)
- Davitamon/Predictor (2005-2007)
  - Davitamon-Lotto (2005-2006)
  - Predictor-Lotto (2007)
- Topsport Vlaanderen (2008-2019)
  - Topsport Vlaanderen (2008)
  - Topsport Vlaanderen-Mercator (2009-2012)
  - Topsport Vlaanderen-Baloise (2013-2016)
  - Sport Vlaanderen-Baloise (2017-2019)